# Ред и закон: УК (2. сезона)
Друга сезона серије Ред и закон: УК је премијерно емитована од 9. септембра до 9. децембра 2010. године и броји 13 епизода.

## Улоге
- Бредли Волш као ДН Рони Брукс
- Џејми Бамбер као ДН Мет Девлин
- Харијет Волтер као ДИ Натали Чендлер
- Бен Данијелс као ВКТ Џејмс Стил
- Фрима Еџимен као НКТ Алеша Филипс
- Бил Патерсон као ДКТ Џорџ Касл

## Епизоде
| Бр. еп. у серији | Бр. еп. у сезони | Наслов         | Редитељ            | Сценариста          | Премијерно емитовање | Бр. гледалаца (у милионима) |
| --- | ---------------- | -------------- | ------------------ | ------------------- | -------------------- | --------------------------- |
| 14 | 1                | "Слом"         | Енди Годард        | Емилија Ди Гироламо | 9. септембар 2010.   | 5.27                        |
| Када је шестогодишњи Конор Рид пронађен задављен на смрт у некоришћеном општинском стану, сумња пада на тајанственог човека кога тринаестогодишња Пејџ Ворд и десетогодишња Роуз Шо тврде да су виделе. Међутим, како се на снимку камера види како Пејџ и Роуз прате Конора у стан, пар се отвара и тврди да су чували Конора пошто га је његов старији брат који је требало да чува бебу оставио самог. На крају се Пејџ сломила и именовала Роуз као убицу. Када је случај стигао на суд, Роузина заступница Ким Шарки позива суд да прихвати Пејџ као криву јер је форензика означава као убицу. Међутим, Алеша проналази још доказа који потврђују да је Роуз убица. Конорова мајка, међутим, тврди да не жели да Роуз буде кажњена - и уместо тога изјављује да због њеног насилног васпитања судови имају основа да је оптуже по умањеној одговорности и траже психијатријску негу за Роуз. Међутим, Шаркијева после професионалне славе жели пресуду на све или ништа. Џејмс позива Роузину подлу мајку за сведока како би доказао поенту оптужбе и бори се да спасе Роуз од оптужбе за убиство. |                  |                |                    |                     |                      |                             |
| 15 | 2                | "Прогон"       | Џулијан Холмс      | Кетрин Трегена      | 16. септембар 2010.  | 4.42                        |
| Шеснаестогодишња девица Ашанти Вокер пронађена је убијена у свом кревету након секса, а МО одговара низу случајева које је починио низни силоватељ Пол Дарнел. Погодно, Дарнелл је пуштен из затвора само три месеца раније - и убрзо пада сумња на његову улогу у злочину. Међутим, без трагова насилног уласка у њен стан, Брукс и Девлин се боре да тужбе задрже. Дарнелова одана девојка тврди да је невин - и каже да се променио. Међутим, без службеног покрића и снимка камера Дарнела у том подручју у то време, Брукс и Девлин су уверени да је он убица. Убрзо откривају да Дарнел не би морао силом да улази у њен стан јер је живео у сличној згради када је био млађи и знао да је у подруму тунел који повезује две суседне зграде што би му омогућио улазак без откривања. А чињеница да је брава на вратима суседне зграде била поломљена указује да су врата била Дарнелова тачка уласка. Он је службено ухапшен, међутим, његова заступница Кејси Шо покушава да га ослободи оптужбе тврдећи да је у питању прогон. Са мало материјалних доказа и само психијатријским извештајима на које се могу ослонити, Стил мора да убеди пороту у Дарнелову умешаност. |                  |                |                    |                     |                      |                             |
| 16 | 3                | "Одбрана"      | Марк Еверест       | Деби О’Мали         | 23. септембар 2010.  | 4.83                        |
| Запослени који ради у продавници старинске одеће враћа се са ручка и проналази двоје мртвих радника и муштерију. Он брзо зове хитну и Девлин и Брукс истражују жртве које су очигледно побијене мачем или неком другом оштрицом. Медицински докази касније показују да је оружје био бајонет. Четврта преживела жртва убрзо упућује детективе у правом смеру - човек који је виђен у близини непосредно пре напада. На крају је препознат као Џон "Нула" Смит, образован, али бивши војник бескућник који је ухапшен са оружјем код себе. Смит, који није пио лекове неколико месеци, раније је оптужен за ухођење једне младе жене, али је неуредно кривично гоњење довело до колапса случаја. Такође се открило да је Смит дипломирани правник и да има неколико диплома права. Смит има дугу прошлост психијатријских болести и повременог насилног понашања, али све док пије лекове, он је такорећи друга особа и постоји висок степен нормалности у вези са њим. Убрзо одлучује да се брани са слободе на суђењу. Он се показао као велики противник против Стила и покушавајући да избегне слање у болницу и затвор, тврди да није опасан за друштво све док је на лековима и тврди да није био при себи тог дана па самим тим ни убица док Стил покушава да докаже да ће поново престати да узима лекове. Стил доводи Смитову сестру Патришу и покушава да искористи његову параноју да добије пресуду. Чини се да су знаци дисоцијативног поремећаја идентитета присутни свуда. |                  |                |                    |                     |                      |                             |
| 17 | 4                | "Исповест"     | Џејмс Стронг       | Таро Кафола         | 30. септембар 2010.  | 3.75                        |
| Двојица пролазника у парку чули су пуцњаву и брзо позвали неке полицајце, али су пронашли мртву особу колегу полицајца Пита Гарвија, а за наводно убиство брзо се испоставило да је самоубиство. Мет Девлин то доживљава лоше јер му је био пријатељ из детињства и први ортак после академије. Гарвијева удовица каже да су га недавно мучиле ноћне море и да се виђао са Џонатаном Наџентом, бившим свештеником и стубом заједнице, али у стварности неоткривеним педофилом који је злостављао Гарвија и друге кад су били мали. Постаје очигледно да је Гарви патио од посттрауматског стресног поремећаја пошто су га подсетили на сексуално злостављање које је претрпео од Наџентових руку. Сада ожењени Наџент се суочава и са Девлином док КТС улази у ризик и оптужује га за убиство из нехата јер је изазвао ПТСП на основу чињенице да је његово злостављање толико неуравнотежило Гарвија да се због тога убио. Случај постаје све тежи, а Наџент тврди да га је Гарви уцењивао што пороту пребацује на његову страну. Поврх тога, Стил сада мора да се обрачуна са католичком црквом која жели да склопи нагодба. |                  |                |                    |                     |                      |                             |
| 18 | 5                | "Преживели"    | Енди Годард        | Емилија ди Гироламо | 7. октобар 2010.     | 4.82                        |
| Затворски чувар Чарли Тајнер пронађен је убијен на имању у Хакнију, а сумња пада на Елиса Бевана кога је Тајнер прогањао у затвору јер је злостављао децу. Међутим, недуго пре него што су Брукс и Девлин открили да је Тајнер примао мито и не само да је делио хероин затвореницама о којима се стара, већ је искоришћавао њихово стање и силовао их. Сумња пада на затвореницу Тамику Винсент која је остала трудна због једне од његових грозних сексуалних пустоловина. Убрзо откривају да је Тајнеров растурач дроге Џексон Маршал тежак злочинац који је предуго избегавао правосуђе и да Маршал такође има везе са Тамиком – она служи казну јер је за њега кријумчарила дрогу и шверцовала дрогу у земљу. Са две побуде за убиство – чињеницом да му је Тајнер дуговао новац и да је силовао његову мазгу Тамику – Џејмс и Алеша се налазе у сукобу са Џорџом који жели да донесе правду за убиство затворског службеника. Када се открило да је Тамика наредила Маршалу да убије Тајнера након вишемесечног злостављања, краљевско тужилаштво верује да коначно имају прилику да Маршала приведу лицу правде. |                  |                |                    |                     |                      |                             |
| 19 | 6                | "Покољ"        | Хети Макдоналд     | Ричард Стоукс       | 14. октобар 2010.    | 4.90                        |
| Станодавац проналази отворена врата једног од својих станара и тело на поду и позива полицију која проналази студента Арчија Рахмана избоденог на смрт у његовом стану. Једини траг за наставак је књига из библиотеке о персијској грнчарији извађена на име Беки Андерсон која је пронађена у Арчијевом стану. Брукс и Девлин испитују Беки која им говори о својој другарици Сали Даглас са којом је заменила картицу за библиотеку. Девојке једна другој дају покрића тврдећи да су у време убиства младића училе у библиотеци. Беки касније признаје да је лагала за Сали, а полицајци су се убрзо усредсредли на неколико недоследности у Салиној причи све док она на крају није признала да ју је Арчи ког није познавала намамио у свој стан где ју је дрогирао и силовао. Полиција и КТС су скептични, али када су новинари дошли до приче, цео случај попримио је расни призвук, а штампа јасно заузима Салино мишљење о случају. На Стилу и Филипсовој је да разврстају шта је истина пошто су сазнали да је Арчи једном био удаљен са факултета због сексуалног злостављања, али докази такође указују на то да је Сали познавала Арчија неко време, а не да је била случајна особа коју је покупила. Под јаким утицајем оца расисте, његова личност баца сумњу на Салину невиност. |                  |                |                    |                     |                      |                             |
| 20 | 7                | "Анониман"     | Марк Еверест       | Деби О’Мали         | 21. октобар 2010.    | 5.05                        |
| Медицинску сестру Стефани Блејк је тајанствени нападач бацио низ степенице у њеном стану, а на видело излази доказ о прогонитељу по имену Ђовани. Чини се да је у последње две године прогонитељ Стефани слао е-поруке и упућивао телефонске позиве тврдећи да зна све до последње појединости о њој. Лукас Датон, човек кога је упознала у месној кафани, тврди да не зна ништа о ухођењу - али када се открило да је помало мрачан, Брукс и Девлин сумњају да има више него што се на први поглед чини. Када се открило да је уображени женскарош Расел Лаури ступио у везу са Стефани преко добротворне организације за животиње за коју је Стефани радила, пада сумња на његову умешаност у случај. Међутим, у време када су започели е-поруке и телефонски позиви, Лаури је био у затвору због оптужбе за ГБХ. Како на месту Стефаниног пада нису пронађени материјални докази, Брукс и Девлин сумњају да се Блејкова бацила низ звезде у вапају за помоћ јер полиција која истражује њено ухођење није могла да јој помогне. На саслушању јој Рони показује слику Лаурија и пита да ли је он био човек који ју је гурнуо - а како она не може да се сети, он верује да се она бацила низ степенице - али она тврди да ће завршити мртва ако јој се не пружи помоћ. Пошто је пуштена, она се враћа у свој стан - али након неколико сати је пронађена мртва пререзаног гркљана. Једини траг је телефонски позив полицији који је Блејкова упутила неколико тренутака пре своје смрти тврдећи: "То је он, то је он, човек са слике" што је значило да је Лаури њен убица. Рони одлучује да прегледа доказе - а када је газдарица зграде открила да је на некога налетела у време Стефаниног пада, он верује да је и њу, у ствари, гурнуо Лаури. Када је случај доспео на суд, Џејмс се бори против Евелин Виндам. Међутим, Ронијев преглед доказа долази под лупу Мета - и да би обезбедио осуду против Лаурија, Џејмс мора да прикаже Метов став непоузданим. |                  |                |                    |                     |                      |                             |
| 21 | 8                | "Препознавање" | Ендо Годард        | Емилија ди Гироламо | 4. новембар 2010.    | 4.35                        |
| Трудница је убијена на паркингу, а Девлин и Брукс верују да је то злочин из страсти и сумњају на њеног бившег дечка. Када је потврђено покриће бившег дечка, они траже садашњег дечка Џоа Неша који каже да је био са својом психијатрарком и социјалном радницом код које иде због тешког поремећаја спавања. На основу Џоовог понашања, Брукс верује да је он бивши робијаш који нешто крије. Када је Џо ухапшен, он признаје да му је право име Били Велс и да му је нови идентитет средило Министарство унутрашњих послова јер је на доживотној условној слободи за убиство свог учитеља када је имао једанаест година. Када је одустао од признања да је Били Велс, покушаји да се потврди његов идентитет разоткрива заверу која укључује високе владине званичнике, међу којима и директора јавног тужилаштва и тајника унутрашњих послова. |                  |                |                    |                     |                      |                             |
| 22 | 9                | "Порицање"     | Роберт Дел Маестро | Кетрин Трегена      | 11. новембар 2010.   | 4.71                        |
| Брукс и Девлин истражују покушај убиства Даме Рејчел Калахан, познате судинице Вишег суда која је рањена на подземном паркингу своје стамбене зграде у наизглед крађи кола која је пошла наопако. Полиција проналази кола код преваранта који их је купио и хапсе посредника у продаји. Посредник криви за злочин извесног Едија. Постаје очигледно да је Еди унајмљен да убије Калаханову, али његов покушај је пошао наопако. Детективи верују да је Калаханин супруг Ден био умешан у заверу за убиство. Међутим, Калаханова предузима кораке да одбрани свог мужа од кривичног гоњења чак и када су јој били предочени докази који доказују његову кривицу. Калаханова је на крају одбила лекове што је навело Стила да тражи дозволу суда да је испита пре него што умре. Када је Калаханова покушала да изврши самоубиство, Стил тражи да буде проглашена психички неурачунљивом, али судиница Мери Хол одбија његов предлог. Џорџ је растрган између пријатељства и поштовања нечијег права на смрт док покушава да наведе Рејчел да прихвати истину о ономе што се догодило. |                  |                |                    |                     |                      |                             |
| 23 | 10               | "Трешење"      | Пол Вилмсхрст      | Емилија ди Гироламо | 18. новембар 2010.   | 4.69                        |
| У свом кревецу пронађено је мртво дете, а сумња се да је дете умрло од назнаке изненадне смрти. Међутим, када се открило да је беба умрла од трешења, Брукс и Девлин у почетку сумњају на дадиљу која живи у кући, поготово пошто је признала да је била једина особа око детета 24 сата пре његове смрти. Међутим, ствари почињу да се усложују када се открило да су тог дана у кући били и други људи. Дечко дадиље која живи ускоро пада под сумњу јер је његов груб однос према четворогодишњем детету доспео под сумњу службе за социјални рад. Међутим, убрзо постаје јасно да је дадиља можда имала слободан дан, а брзо реаговање на мањи догађај је можда изазвала кобни потез. |                  |                |                    |                     |                      |                             |
| 24 | 11               | "Дужност неге" | Џулијан Холмс      | Деби О’Мали         | 25. новембар 2010.   | 4.37                        |
| У стану изнад продавнице на углу избија пожар, а млада мајка је принуђена да остави свог 13-годишњег сина са инвалидитетом да умре. Брукс и Девлин прво сумњају на власника радње који је раније био познат по преварама са осигурањем. Међутим, касније постаје јасно да је пожар изазвала дечакова мајка која је пошто је веровала да је преминуо од епилептичног напада одлучила да подметне пожар да би се убила. Међутим, како изгледа да њен заступник Доминик Пек искривљује истину у покушају да превари пороту, Џејмс и Алеша морају да се обрачунају са Пеком који је одлучан да победи по сваку цену. |                  |                |                    |                     |                      |                             |
| 25 | 12               | "Помоћ"        | Џејмс Стронг       | Тери Кафола         | 2. децембар 2010.    | 5.70                        |
| Девлин и Брукс истражују смрт фудбалера Премијер лиге Робија Никалса, а докази воде до пролазника Мајка Џоунса који је помогао Никалсу да промени гуму. Међутим, човек се спрема за женидбу и приморан је да прекине свадбу. После саслушања је откривена узнемирујућа веза са гангстером са везама у полицији и правосуђу. Виши краљевски тужилац Стил мора да убеди човека чију је женидбу уништила истрага да јавно сведочи против познатог насилника док се држи против опседнуто-присилног генијалног заступника Џејсона Питерса. |                  |                |                    |                     |                      |                             |
| 26 | 13               | "Костури"      | Енди Годард        | Кетрин Трегена      | 9. децембар 2010.    | 4.71                        |
| Након низа убистава почињених широм Лондона са истом побудом, сумња се да се низни убица од пре шест година Ендру Дилон вратио да почини нова кривична дела. Међутим, Брукс и Девлин успевају да пронађу новог човека, а чини се да је и он одговоран за смрт коју је Дилон наводно починио. Међутим, чинило се да је покриће које је у то време дао покојни сведок означило да је Дилон невин упркос чињеници да нема доказа који би то поткрепили ни на који начин. Међутим, то никада није стигло до суда тако да се чини да је Стил очигледно избрисао покриће и оптужен је за неосновану осуду. Нашавши се на погрешној страни закона, Стил се бори за своју каријеру и слободу. |                  |                |                    |                     |                      |                             |

## Емитовање епизода
Првих 7 епизода премијерно је емитовано у Великој Британији, а преосталих 6 у Канади.